# MTV Portugalsko
MTV Portugalsko je lokální verze MTV určená pro portugalský trh. Tato verze nahradila evropskou MTV Europe v červenci 2003. Většina programů vysílaných na MTV Portugalsko pochází z produkce MTV Europe a MTV United States.. Kanál byl v Portugalsku spuštěn s podporou portugalské veřejnoprávní RTP. Kanál je vysílán ze Spojeného království, aby se vyvaroval přísným pravidlům pro televizní vysílání v Portugalsku.

## Lokální pořady
- Hitlist Portugal
- MTV Brand:New
- MTV News
- Dance Floor Chart

## Další pořady
- 16 and Pregnant
- America's Best Dance Crew
- Blue Mountain State
- Bored to Death
- Cribs
- Degrassi: The Next Generation
- Drawn Together
- Eastbound & Down
- From G's to Gents
- How to Make It in America
- Important Things with Demetri Martin
- Jersey Shore
- Made
- MTV Unplugged
- Miss Farah
- My Super Sweet 16
- Paris Hilton's My New BFF
- Peak Season
- Room Raiders
- Skins
- Taking the Stage
- Teen Mom
- The Buried Life
- The City
- The Hills
- The Osbournes
- The Real World
- The Sarah Silverman Program
- Tosh.0
- Tough Love
- True Life

## Evropské pořady
- Euro Top 20
- Rock Chart
- MTV Push
- MTV World Stage

## Anime
- Soul Eater

## VJs
- Diogo
- Luisa